# Colorado Avalanche
Colorado Avalanche är en amerikansk ishockeyklubb från Denver i Colorado. Klubben tillhör Central Division i Western Conference i National Hockey League (NHL). Hemmaarenan är Ball Arena.
Klubben bildades 1972 som Quebec Nordiques och spelade då i WHA. Laget gick med i NHL 1979 efter en fusion mellan WHL och NHL. Efter säsongen 1994–95 såldes de till COMSAT Entertainment Group och flyttade till Denver.
Under klubbens första säsong i Denver vann Avalanche Pacific Division och lyckades besegra Florida Panthers i finalen 1996 och blev i och med detta det första NHL-laget som vunnit Stanley Cup under sin första säsong i ligan. Vid 2001 års Stanley Cup-final så vann Avalanche sitt andra mästerskap mot New Jersey Devils med 4–3 i matcher. I slutspelet 2022 besegrade Avalanche Tampa Bay Lightning med 4-2 i matcher som den tredje titeln i historien. Med den bedriften så är Avalanche det enda aktiva NHL-laget som vunnit alla finaler de spelat.
Avalanche har elva divisionstitlar (inkluderat deras första åtta i rad som är den längsta sviten i NHL-historien) och kvalificerade sig till slutspel vid de tio första säsongerna, men den tog slut 2007.

## Historia

### Quebec Nordiques (1972–95)
Quebec Nordiques var ett av originallagen när World Hockey Association (WHA) bildades 1972. Laget skulle från en början bildas i San Francisco, men flyttade snart till Québec på grund av finansiella- och arenaproblem. Under lagets sju säsonger i WHA, vann Nordiques Avco World Trophy en gång; 1977, och förlorade finalen en gång; 1975. 1979 gick laget med i NHL tillsammans med Edmonton Oilers, Hartford Whalers och Winnipeg Jets.
Efter att ha lyckats ta sig till slutspel i sju år i rad, mellan 1981 och 1987, blev Quebec ett av de lägst placerade lagen i ligan genom att sluta sist i sin division varje säsong mellan 1987 och 1988 och mellan 1991 och 1992. På grund av detta fick laget förstavalet i draften tre gånger och valde Mats Sundin (1989), Owen Nolan (1990) och Eric Lindros (1991), trots att Lindros gjort klart att han inte ville spela för Nordiques. Lindros valde att inte ta på sig lagets tröja för pressfotograferna, han höll upp den istället, och vägrade skriva på något kontrakt för klubben. 30 juni 1992 byttes han till Philadelphia Flyers mot fem spelare, däribland Peter Forsberg, och 15 miljoner dollar. I efterhand brukar Lindros-affären ses som en av de mest ensidiga överenskommelserna i idrottshistorien, och som en stor grund till Quebecs / Colorados framgångar åren därefter. Första säsongen efter bytet nådde laget slutspelet för första gången på sex år och vann två år senare Northeast Division och hade nästa flest poäng i hela ligan.
Medan laget började uppnå sportsliga framgångar, hade de det svårt ekonomiskt sett. Québec var den minsta staden i ligan och det näst minsta som hade ett lag i en av de fyra stora sporterna i USA. Lagets ägare Marcel Aubut sålde laget till COMSAT Entertainment Group, som sedan tidigare ägde Denver Nuggets. Laget flyttade till Denver och presenterades som Colorado Avalanche den 10 augusti 1995.

### Colorado Avalanche (1995–nu)

#### 1995–2002
Colorado Avalanche spelade sin första NHL-match i McNichols Sports Arena, Denver den 6 oktober 1995 i en 3–2-seger mot Detroit Red Wings. På isen leddes laget av kaptenen Joe Sakic, forwarden Peter Forsberg och backen Adam Foote, med Pierre Lacroix, general manager, och Marc Crawford som huvudcoach. Än starkare blev laget när målvakten Patrick Roy värvades från Montreal Canadiens. Roy hade känt sig förödmjukad när han inte fick byta i en match där han släppte in nio mål på 26 skott och skrev därför på för Avalanche den 6 december 1995 tillsammans med Mike Keane. De båda byttes mot Jocelyn Thibault, Martin Rucinsky och Andrei Kovalenko.
Colorado slutade säsongen på 104 poäng; 47 vinster, 25 förluster och 10 oavgjorda matcher. Laget vann Pacific Division och slutade tvåa i Western Conference. Laget var därmed klart för slutspel där Vancouver Canucks och Chicago Blackhawks besegrades i de första två omgångarna, båda efter sex matcher. I tredje omgången besegrades Detroit Red Wings, som vunnit Presidents' Trophy; även denna serie gick till sex matcher. I Stanley Cup-finalen stod Florida Panthers för motståndet, som även de nått finalen för första gången. Avalanche vann serien med totalt 4–0 i matcher. I den fjärde matchen, i den tredje övertidsperioden och efter mer än 100 spelade minuter utan mål, satte backen Uwe Krupp 1–0 och laget hade därmed tagit hem sin första Stanley Cup-titel. Joe Sakic vann slutspelets poängliga med 34 poäng (18 mål och 16 assists) och vann Conn Smythe Trophy, som tilldelas den mest värdefulla spelaren under slutspelet. Denna seger var den första stora mästerskapstiteln som vanns av ett lag från Denver, och Colorado är det enda nya laget i NHL:s historia som vunnit Stanley Cup under första säsongen. I och med vinsten blev ryssarna Alexei Gusarov och Valerij Kamenskij samt Peter Forsberg medlemmar i Trippelguldklubben, den exklusiva skara ishockeyspelare som vunnit OS, VM och Stanley Cup.
Säsongen 1996-97 vann Colorado Pacific Division och tilldelades också Presidents' Trophy efter att ha avslutat grundserien med mest poäng av alla lag i ligan, 107 poäng; 49 vinster, 24 förluster och 9 oavgjorda matcher. Laget gjorde också flest mål och hade ett snitt på 3,38 mål per match. I slutspelet mötte klubben de två lägst rankade lagen i Western Conference; Chicago Blackhawks och Edmonton Oilers, och vann över dem efter sex respektive fem matcher. Liksom föregående säsong stod Detroit Red Wings för motståndet i semifinalerna. Denna gång vann dock Red Wings med totalt 4–2 i matcher och vann senare också finalen.
Sommaren 1997 fick Joe Sakic ett kontraktsförslag på tre år, värt 21 miljoner dollar, av New York Rangers. Avalanche hade då en vecka på sig att matcha Rangers förslag, eller släppa Sakic. Colorado lyckades matcha kontraktet, vilket hjälpte till att höja lönerna för spelarna i NHL.
Säsongen 1997-98 vann Colorado Pacific Division efter 39 segrar, 26 förluster, 17 oavgjorda matcher och totalt 95 poäng. Avalanche var det NHL-lag som skickade flest spelare till OS i Nagano 1998; tio spelare representerade sju länder, samt Marc Crawford som coachade Kanada. Milan Hejduk vann ett guld med Tjeckien, Alexei Gusarov och Valerij Kamenskij fick ett silver med Ryssland och Jari Kurri vann en bronsmedalj med Finland. Peter Forsberg slutade tvåa i grundseriens poängliga med 91 poäng (25 mål och 66 assists) och fanns med i ligans all star-lag. Efter att ha lett åttondelsfinalen i slutspelet med 3–1 i matcher förlorade klubben till slut med 3–4 mot Edmonton Oilers. Efter förlusten tackade Marc Crawford nej till ett tvåårskontrakt som klubben erbjudit. I juni 1998 togs tränarsysslan istället över av Bob Hartley.
I och med Nashville Predators ingång i ligan 1998/99 omstrukturerades divisionerna i ligan och Colorado fick byta till Northwest Division. Trots en tung start med endast två segrar på de nio första matcherna slutade laget på 98 poäng; 44 vinster, 28 förluster och 10 oavgjorda matcher. Colorado vann därmed Northwest Division och kom tvåa i Western Conference. Mellan den 10 januari och 7 februari hade Avalanche sin längsta segersvit, 12 matcher. Efter att ha slagit både San Jose Sharks och Detroit Red Wings med 4–2 i matcher de två första rundorna, mötte klubben Dallas Stars, som efter grundserien vunnit Presidents' Trophy. Colorado förlorade serien med 3–4 i matcher. Peter Forsberg blev åter invald i ligans all star-lag efter att ha vunnit slutspelets poängliga på 24 poäng (8 mål och 16 assist). Chris Drury och Milan Hejduk fanns båda med i NHL All-Rookie Team och den förstnämnde vann även Calder Memorial Trophy, som tilldelas säsongens bästa rookie.

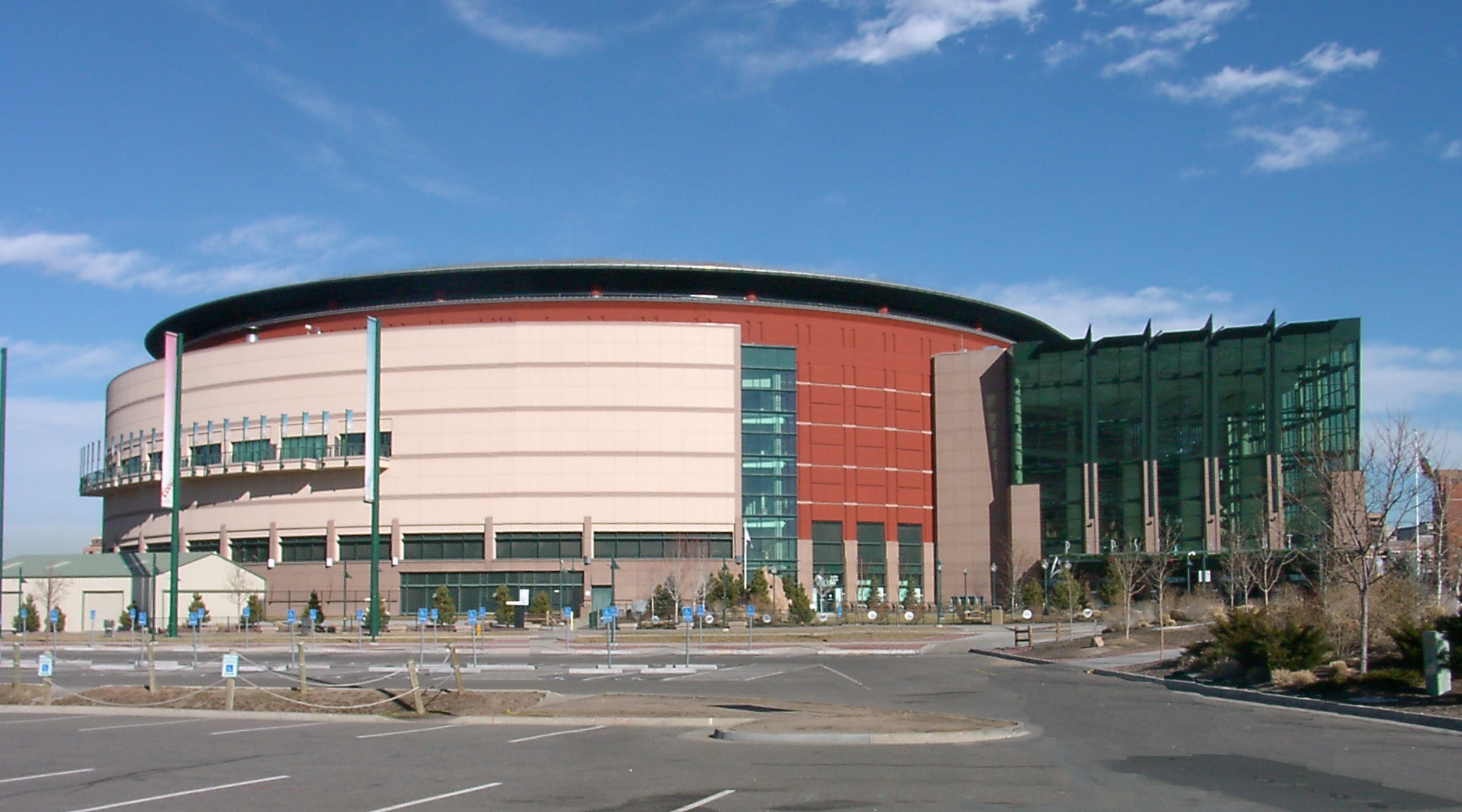
Pepsi Center öppnade 1999 som Avalanche nya hemmaarena.

Inför säsongen 1999/2000 var bygget av lagets nya arena, Pepsi Center, klart. Första matchen i arenan spelades den 13 oktober 1999 och första målet gjordes av Milan Hejduk i en 2–1-seger mot Boston Bruins. Laget vann återigen Northwest Division efter 42 segrar och totalt 92 poäng. Innan slutspelet stärkte laget defensiven genom att byta till sig backen Ray Bourque och forwarden Dave Andreychuck mot Brian Rolston, Martin Grenier, Samuel Påhlsson, och ett val i första rundan i kommande draft. Bourque, som spelat i Bruins sedan 1979, hade begärt en flytt till ett lag som hade chans att vinna Stanley Cup. Avalanche förlorade dock, precis som föregående slutspel, i semifinalen mot Dallas Stars med 3–4 i matcher efter att ha slagit ut både Phoenix Coyotes och Detroit Red Wings med 4–1 i matcher.
Lagets framgångar kom mitt i en turbulens i klubbens huvudkontor. COMSAT:s sportägande hade visat sig vara en börda för företaget, i synnerhet i samband med byggandet av Pepsi Center vilket förgrymmade aktieägarna. 1997 gick COMSAT till slut med på att sälja Ascent till Liberty Media. Liberty var dock vid tidpunkten inte intresserat av sportägande och gjorde affären förutsatt att Ascent sålde Avalanche och Nuggets. Efter drygt två år sålde Ascent Colorado Avalanche och Denver Nuggets till Walmart-arvingarna Bill och Nancy Laurie för 400 miljoner dollar, men en grupp aktieägare inom Ascent hävdade att försäljningspriset var flera miljoner dollar för lågt och lade då fram en stämningsansökan. Ascent sålde då Avalanche och Nuggets istället till Donald Sturm för 461 miljoner dollar.
Nya hinder dök dock snart upp när staden Denver vägrade lämna över marken som Pepsi Center stod på om inte Sturm lovade att hålla både Avalanche och Nuggets i Denver minst 25 år. Sturm hade lagt sitt bud i eget namn och staden ville skydda sig själv utifall Sturm dog eller sålde lagen innan de 25 åren tagit slut. Medan Sturm var villig att göra ett långsiktigt åtagande för staden, var han inte villig att hållas ansvarig om han dog eller sålde lagen. Efter att förhandlingarna föll ihop köpte Liberty upp Ascent, men höll Nuggets och Avalanche kvar på marknaden. Slutligen, i juli 2000, köptes Avalanche, Nuggets och Pepsi Center av entreprenören Stanley Kroenke, som är svåger till syskonen Laurie, för 450 miljoner dollar. Liberty behöll endast 6,5% av lagens aktier. Kroenke garanterade att lagen kommer att stanna i Denver åtminstone fram till 2025 och efter affären ordnade Kroenke sina sportsliga tillgångar under Kroenke Sports Enterprises.

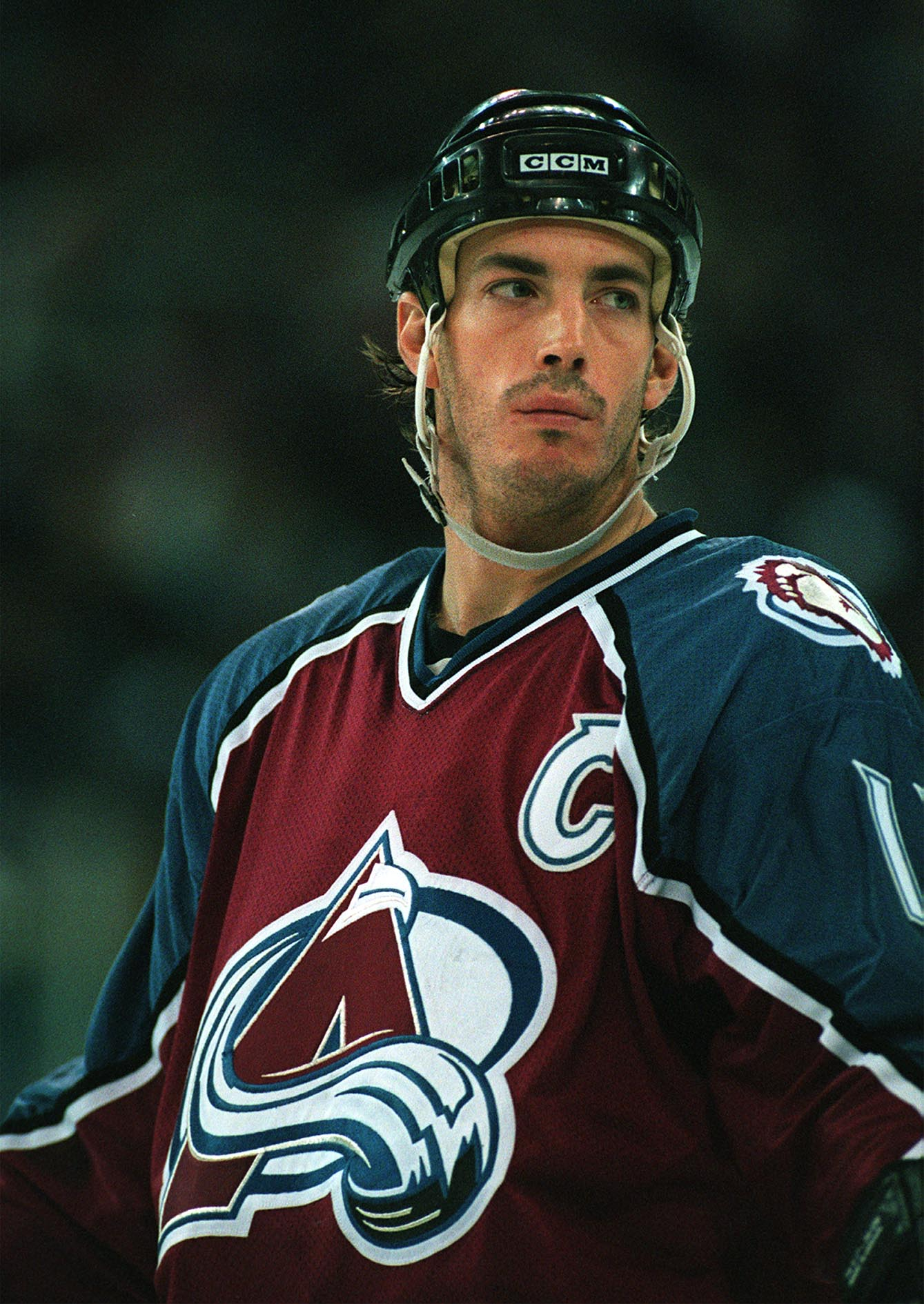
Joe Sakic var lagkapten i Colorado Avalanche mellan 1995 och 2009.

2000/01 var den bästa säsongen laget haft hittills, mycket tack vare Joe Sakic som gjort flest poäng i klubbens historia. Avalanche vann Northwest Division och kammade hem Presidents' Trophy för andra gången i lagets historia och hade totalt 118 poäng när grundserien var över. Sakic slutade grundserien på 118 poäng (54 mål och 64 assist), endast tre poäng efter Jaromir Jagrs 121 poäng. 4 februari 2001 var Colorado värd för den 51:a All-Star matchen i NHL. Patrick Roy, Ray Bourque och Joe Sakic fanns med i det Nordamerikanska laget som slog Världslaget, där Milan Hejduk och Peter Forsberg återfanns, med 14–12. Alla, förutom Hejduk, fanns med i förstakedjorna. Innan slutspelet, värvade Colorado stjärnbacken Rob Blake och centern Steven Reinprecht från Los Angeles Kings i utbyte mot Adam Deadmarsh, Aaron Miller och ett val i första rundan i kommande draft. I slutspelet vann laget åttondelsfinalen mot Vancouver Canucks. I kvartsfinalen vann man över Los Angeles Kings med 4–3 i matcher, dock efter att ha tappat en 3–1-ledning. Efter sista matchen i den serien blev Peter Forsberg tvingad till operation för att ta bort en sprucken mjälte och det meddelades samtidigt att säsongen var över för Forsberg. Skadan sågs som ett bakslag för laget och den förre NHL-målvakten Darren Pang ansåg att det var "förödande för Colorado Avalanche". Skadan hindrade dock inte Colorado från att slå ut St. Louis Blues i semifinalen med 4–1 i matcher. I finalen väntade de regerande mästarna New Jersey Devils. Devils ledde med 3–2 i matcher, men Avalanche reste sig och vann serien med 4–3 och bärgade därmed sin andra Stanley Cup-titel. Efter att chefen för NHL, Gary Bettman, lämnat över bucklan till lagkaptenen Joe Sakic, vände sig Sakic om och gav den till Ray Bourque, som efter 22 säsonger till slut lyckades vinna Stanley Cup i sin sista NHL-match. Sakic vann slutspelets poängliga efter att ha gjort 26 poäng (13 mål, 13 assist) och vann Hart Memorial Trophy, Lady Byng Memorial Trophy och Lester B. Pearson Award samt delade NHL Plus/Minus Award med Devils Patrik Elias. Patrick Roy vann Conn Smythe Trophy, som den mest värdefulla spelare i slutspelet och Shjon Podein tilldelades King Clancy Memorial Trophy. Bourque och Sakic blev invalda i ligans all-star lag.
Nästa säsong, 2001-02, vann laget återigen Northwest Division efter att ha vunnit 45 matcher och fått 99 poäng. Colorado släppte in minst mål i hela ligan: 169 – 2,06 per match. Säsongen hade ett uppehåll när Olympiska vinterspelen i Salt Lake City avgjordes. Colorado hade nio spelare som representerade sex olika länder. Kanada vann hockeyturneringen och Rob Blake, Adam Foote och Joe Sakic vann guld. Amerikanen Chris Drury fick en silvermedalj. I och med guldet blev Blake och Sakic medlemmar i Trippelguldklubben. I slutspelet vann Colorado med 4–3 i matcher både mot Los Angeles King och San Jose Sharks. Patrick Roy höll nollan i avgörandet i båda matchserierna. Laget tog sig till semifinal för fjärde säsongen i följd (och sjätte totalt under de senaste sju säsongerna), där man mötte Detroit Red Wings i slutspelet för femte gången på sju år. Efter fem matcher ledde Colorado med 3–2 i matcher, men förlorade den sjätte matchen på hemmaplan med 0–2. Laget förlorade sedan den avgörande matchen med 0–7. Peter Forsberg vann slutspelets poängliga på 27 poäng (9 mål och 18 assist). Patrick Roy vann William M. Jennings Trophy som tilldelas den målvakt som släpper in minst mål. Roy och Joe Sakic blev invalda i NHL all-star lag.

#### 2002–09
Säsongen 2002/03 tog Colorado hem sin nionde divisionsseger i följd. Detta innebar att laget slagit Montreal Canadiens rekord från 1982 på åtta segrar i följd. Segern kom efter en misslyckad start på säsongen, vilket ledde till att tränaren Bob Hartley lämnade sin post i december 2002. Den assisterande tränaren, Tony Granato, som endast hade tre månaders erfarenhet som tränare, valdes att ta över som huvudansvarig för laget.. Ett tag verkade det tveksamt om laget överhuvudtaget skulle lyckas ta sig till slutspel, men Avalanche avslutade grundserien på 105 poäng, endast en poäng före Vancouver Canucks. Upplösningen till divisionssegern blev spännande; i den näst sista matchen behövde laget vinna för att ha en chans på titeln. I sudden death avgjorde Milan Hejduk mot Anaheim Mighty Ducks med endast 10 sekunder kvar av matchen. Titeln säkerställdes under den sista dagen av grundserien då klubben vann med 5–2 över St. Louis Blues, samtidigt som Canucks förlorade mot Los Angeles Kings med 0–2. I slutspelet åkte Colorado ut redan i åttondelsfinalen efter att ha tappat en 3–1-ledning i serien mot Minnesota Wild. Peter Forsberg vann Art Ross Trophy då han vann grundseriens poängliga; 106 poäng (29 mål och 77 assists). Forsberg vann också Hart Memorial Trophy och delade NHL Plus/Minus Award med lagkamraten Milan Hejduk, som i sin tur tilldelades Maurice "Rocket" Richard Trophy efter att ha gjort 50 mål i grundserien.
Efter säsongen slutade målvakten Patrick Roy och laget värvade två stjärnforwards från Anaheim Mighty Ducks; Paul Kariya och Teemu Selänne. Båda misslyckades dock att leva upp till förväntningarna. Kariya var skadad under en stor del av 2003/04 och Selänne gjorde poängmässigt sin sämsta NHL-säsong. Det rådde också vissa tveksamheter om David Aebischer var en tillräckligt bra ersättare för Roy. Trots "nio stjärnspelare" och "de bästa sex anfallarna i ett lag sedan Edmonton Oilers" lyckades inte Colorado vinna Northwest Division. Laget slutade tvåa i gruppen på 100 poäng, 1 poäng efter segrarna Vancouver Canucks. Under en match mot Vancouver den 8 mars 2004, slog motståndarlagets Todd Bertuzzi ner Colorados Steve Moore bakifrån, så att Moore blev medvetslös. Detta sågs som en hämnd för en tackling som Moore delat ut en månad tidigare på Canucks lagkapten Markus Näslund. På grund av Bertuzzis slag ådrog Moore sig bland annat tre skadade nackkotor, vilket gjorde att han tvingades lägga ner sin spelarkarriär. Bertuzzi fick en lång avstängning och spelade inte professionell ishockey på 17 månader. I Denver har det blivit en tradition att bua ut Todd Bertuzzi varje gång han får pucken när hans lag möter Colorado i Pepsi Center.
I slutspelet vann Colorado mot Dallas Stars efter fem matcher i åttondelsfinalen, men förlorade mot San Jose Sharks i kvartsfinalen. Joe Sakic blev den enda Coloradospelare någonsin att bli utsedd till All–Star-matchens mest värdefulla spelare efter att ha gjort ett hat-trick. Sakic blev invald i ligans all-star lag i slutet av säsongen och vann NHL/Sheraton Road Performer Award. I juli 2004 tog Joel Quenneville över som tränare efter Tony Granato, som dock blev kvar som assistent.
Den efterföljande säsongen blev inställd på grund av en lockout. Under denna period spelade många av klubbens spelare i Europeiska ligor. David Aebischer och Alex Tanguay spelade i den schweiziska klubben HC Lugano; Milan Hejduk och Peter Forsberg återvände till sina gamla klubbar HC Pardubice och Modo Hockey. Nio andra spelare från Avalanche spelade i Europa under lockouten.
Efter lockouten och införandet av ett lönetak, tvingades Avalanche göra sig av med några av sina bästa spelare. Peter Forsberg och Adam Foote blev free agents och fick inga förnyade kontrakt när laget istället behöll Sakic och Rob Blake. Även om lönetaket var negativt för klubben, som var ett av de lag som spenderade mest pengar i hela ligan, slutade Colorado säsongen 2005/06 på 95 poäng; vilket gav dem en andraplats i Northwest Division. Säsongen gjorde ett uppehåll i februari då OS i Turin avgjordes. Colorado skickade 11 spelare till Turin och finländaren Antti Laaksonen tog hem ett silver, medan tjecken Milan Hejduk vann en bronsmedalj. I slutspelet slog Colorado ut Dallas Stars, men förlorade i kvartsfinalen mot Anaheim Mighty Ducks. Efter förlusten lämnade klubbens general manager Pierre Lacroix sitt uppdrag och ersattes av Francois Giguere.
I början av 2007/08 var Joe Sakic och Milan Hejduk de enda kvarvarande från den Stanley Cup-vinnande truppen 2001. Sakic var den enda spelare som var kvar från lagets dagar i Quebec (Hejduk draftades dock av Nordiques), även Paul Stastny, som är Peter Stastnys son, har en koppling till klubbens förflutna. Före förra slutspelet byttes målvakten David Aebischer ut mot Jose Theodore. Theodore fick dock 15 förluster på 29 matcher, 89.1 i räddningsprocent, samt 3.26 insläppta mål i snitt per match. Theodores sexmiljonerskontrakt blev en börda för laget. Laget missade slutspelet för första gången sedan 1993/94, då de fortfarande var belägna i Quebec. Laget hade dock vunnit 15 av de 19 senaste matcherna i slutet av säsongen och det fanns fortfarande hopp om slutspel inför den näst sista omgången. Laget förlorade dock med 2–4 mot Nashville Predators, efter att ett samarbete av de förra Coloradospelarna Peter Forsberg och Paul Kariya lett till det matchavgörande målet, och laget missade därmed slutspelet. Laget vann den sista matchen och slutade fyra i Northwest Division på totalt 95 poäng. Resultatet var dock ändå bättre än vad vissa experter hade tippat; Sports Illustrated hade gissat att laget skulle sluta på en 13:e plats i Western Conference. I den sista matchen av säsongen gjorde Joe Sakic 3 poäng och blev därmed den näst äldsta spelaren i NHL:s historia att nå 100-poäng; Gordie Howe nådde 103 poäng vid 40 års ålder säsongen 1968/69. Paul Stastny satte nytt NHL-rekord för rookies när han gjorde poäng i 20 matcher i rad; tre mer är Teemu Selännes gamla rekord. Fram till denna säsong hade inget lag i NHL:s historia som fått 95 poäng missat slutspelet. I Eastern Conference gick tre lag som hade mindre än 95 poäng till slutspel: New York Rangers (94), Tampa Bay Lightning (93) och New York Islanders (92).

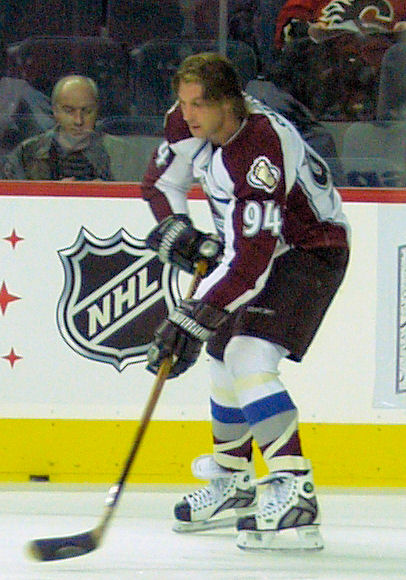
Avalanche värvade Ryan Smyth under säsongen 2007–08.

Inför säsongen 2007/08 värvade Colorado två free agents: backen Scott Hannan och vänsterforwarden Ryan Smyth. Dessa nyförvärv fyllde luckor i laget och förväntades stärka laget i slutspelet. Laget tog sin 1 000:e seger genom vinst mot St. Louis Blues med 9–5 den 9 december 2007. I slutet av februari 2008 stärkte man laget ytterligare då Peter Forsberg, Adam Foote och Ruslan Salej skrev på för laget. I slutspelet besegrades Minnesota Wild, men man förlorade mot Detroit Red Wings, som senare vann Stanley Cup, i kvartsfinalen. 9 maj 2008 meddelade Avalanche att Joel Quenneville inte skulle komma att träna laget inför nästa säsong. Två veckor senare utnämndes Tony Granato för andra gången som tränare i Colorado.
Säsongen 2008/09 blev den sämsta för laget sedan det flyttade till Denver. Med endast 32 segrar slutade laget på 15:e plats i Western Conference (28:e totalt). Avalanche missade slutspelet för andra gången på tre säsonger. Det var första gången i klubbens historia som lagets bästa poänggörare gjorde mindre än 70 poäng under säsongen; Milan Hejduk och Ryan Smith gjorde 59 poäng var. Lagkaptenen Joe Sakic spelade endast 15 matcher (2 mål och 10 assists). Lagets 199 mål var det lägsta i ligan. Den 13 april 2009 sparkades Francious Giguere från sin post som general manager. Colorado fick också sitt högsta draftval i Avalanches historia, tredje totalt; där Matt Duchene valdes.

#### 2009–13: Ombyggnad
Inför 2009/10 meddelades det att Greg Sherman var klubbens nya general manager och att Joe Sacco tagit över tränarsysslan. Ryan Smyth byttes bort till Los Angeles Kings och Joe Sakic, den enda spelare som varit lagkapten i klubben, avslutade sin karriär efter 20 NHL-säsonger. Adam Foote blev ny lagkapten och Sakics tröja hissades upp under en ceremoni den 1 oktober 2009. Fram till uppehållet för OS i Vancouver hade Colorado spelat bra. Tre av lagets spelare fanns med i Vancouver; Paul Stastny (USA), Ruslan Salej (Vitryssland) och Peter Budaj (Slovakien). Efter de olympiska spelen hade laget svårt att komma upp i samma standard som tidigare på säsongen, men lyckades ändå nå slutspelet. Laget fick totalt ihop 95 poäng – 26 poäng bättre än föregående säsong. I slutspelet åkte laget ut i första omgången efter 2–4 i matcher mot San Jose Sharks.
Efter att säsongen tagit slut köpte Stan Kroenke St. Louis Rams av NFL 2010. På grund av NFL:s regler vad gäller majoritetskontroll av lag i andra NFL-städer, så tog Kroenkes son kontrollen över Nuggets och Avalanche mot slutet av 2010. Dessutom måste Kroenke sälja sina andelar i båda lagen 2014.  Efter att ha tagit sig till slutspel 2010 som underdogs och efter att coachen Joe Sacco slutade trea i omröstningen till Jack Adams Award, lyckades inte Avalanche ta sig till slutspel 2011. Laget tog endast 68 poäng under grundserien och slog under säsongen sina egna rekord för förluster och segerlösa matcher i rad. Laget slutade 29:a i hela NHL och endast Edmonton Oilers var sämre. Matt Duchene slog nytt klubbrekord som den yngste spelare att vinna den interna poängligan på 67 poäng. Mitt under säsongen försökte Peter Forsberg sig på en comeback. Efter att ha varit poänglös i två matcher meddelade dock Forsberg att han slutar med ishockey. Även lagets kapten, Adam Foote, slutade efter grundseriens sista match.

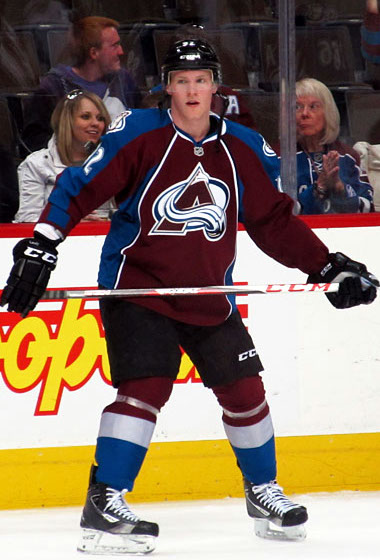
Gabriel Landeskog var Colorados förstaval vid NHL Entry Draft 2011.

Under NHL Entry Draft 2011 hade Colorado rätt till två val i förstarundan. Deras första val (andra i hela ligan) var svenske Gabriel Landeskog, Kitchener Rangers unge lagkapten. Andravalet hamnade på Duncan Siemens, ett val man fått från St. Louis Blues i ett kontroversiellt byte där Chris Stewart och Kevin Shattenkirk skickades till Blues, samt ett val i andrarundan. Utöver Blues val i förstarundan fick Avalanche också Jay McClement och Erik Johnson, som valdes först under NHL Entry Draft 2006. Lagets målvakter, Peter Budaj och Brian Elliott, skickades bort till Montreal respektive St. Louis och man bytte istället till sig Washington Capitals målvakt Semyon Varlamov. Siemens skickades tillbaka till WHL, medan Landeskog fanns med i truppen under lagets match mot Detroit Red Wings den 8 oktober 2011.
Peter Forsbergs nummer 21 blev den fjärde tröjan att pensioneras av Avalanche, under säsongens första match. I april 2012 stod Avalanche utan chans att kvalificera sig för slutspelet, trots att ha slutat grundserien med 20 poäng bättre än föregående säsong. Kort efter säsongens slut förlängde Joe Sacco sitt kontrakt som tränare med två år. Gabriel Landeskog övertog Matt Duchenes rekord då han med 22 mål på 82 matcher blev den yngste i lagets historia att vinna den interna skytteligan. Landeskog vann därefter Calder Memorial Trophy, som årets bästa rookie.
Den 4 september 2012 blev Gabriel Landeskog utnämnd som Colorados fjärde lagkapten någonsin. Milan Hejduk hade en vecka tidigare avsagt sig sitt kaptenskap. Landeskog blev därmed den yngste lagkaptenen i NHL:s historia; med sina 19 år och 286 dagar var han 11 dagar yngre än Sidney Crosby, som utnämndes som kapten vid 19 år och 297 dagars ålder.

#### 2013–2016: Patrick Roy tillbaka
Efter en misslyckad säsong, 2012–13 så slutade Colorado på en 15:e plats i Western Conference och 29:e plats i ligan vilket gjorde att klubben den 28 april 2013 offentliggjorde att headcoachen Joe Sacco blivit entledigad från sina uppgifter. Senare den 10 maj blev det klart att förre stjärnan i laget Joe Sakic kommer att ingå i Avalanches organisation som vice president. Det gjordes också klart att Josh Kroenke, son till ägaren Stan Kroenke, tar över presidentskapet i klubben efter Pierre Lacroix. Sherman behöll sin roll som general manager, dock mer defensivt än tidigare. Roy och Sakic sköter numera det mesta inom den posten och Sakic har sista ordet när det gäller hockeyfrågor. Den 23 maj blev det klart att Patrick Roy tar över som headcoach efter Sacco. Roy valdes även som vice president tillsammans med Sakic.
Med Roy som headcoach tog sig Avalanche till slutspel säsongen 2013–14, efter ha vunnit Central Division och en andraplats i Western Conference, men förlorade dock i konferenskvartsfinalen mot Minnesota Wild med 3-4 i matcher. Trots det tidiga uttåget från slutspelet belönades Roy med att vinna trofén Jack Adams Award som årets coach.
Precis före starten av säsongen 2014–15, tilldelades Sakic titeln general manager medan Sherman blev assisterande general manager. Trots flera förändringar i organisationen så misslyckades Avalanche med en slutspelsplats efter säsongssiffrorna 39–31–12, vilket resulterade i en sjunde plats i Central Division.
Efter ännu ett misslyckad slutspel i ligan säsongen 2015–16 så valde Roy att avgå från sina uppdrag som head coach och vice president den 11 augusti 2016. När Roy valde att säga upp sig efter föregående säsong valde Avalanche att ersätta Roy med Jared Bednar från Lake Erie Monsters i AHL som headcoach. 10 december 2016 förlorade Avalanche mot Montreal Canadiens med 1-10 på bortaplan. Colorado avslutade säsongen med siffrorna 22–56–4 och totalt 48 poäng, de sämsta sedan flytten till Denver.

#### Återgång till framträdande plats och tredje presidenttrofé (2017–2021)
Efter mängder av rykten och spekulationer kring situationen med Matt Duchene så trejdades han den 5 november 2017 till Ottawa Senators i en så kallad trevägstrejd. I utbyte fick Avalanche Andrew Hammond, Shane Bowers samt två draftval från Ottawa och Samuel Girard, Vladislav Kamenev och ett draftval från Nashville. Avalanche kvalificerade sig för slutspel efter att ha avslutat säsongen på 95 poäng. I första rundan fick man möta Nashville Predators som man förlorade mot med 2-4.
18 november 2018 vann Avalanche över Ducks på övertid och med det sin 1 000:e vinst i lagets historia. Avalanche knep en slutspelsplats 2019 genom wild card där laget slog ut Calgary Flames i fem matcher med rookien Cale Makar som gjorde mål i sin första match när han debuterade i match tre. Avalanche fick respass senare i kvartsfinalen där San Jose Sharks vann över sju matcher.
Sommaren 2019 trejdade Avalanche Tyson Barrie tillsammans med Alexander Kerfoot till Toronto Maple Leafs i utbyte mot Nazem Kadri, Calle Rosén samt draftval. Avalanche låg tvåa i sin division när covid-19-pandemin satte ligan i paus säsongen 2019–20. När NHL återupptog säsongen i september slog man ut Arizona Coyotes i första rundan innan man blev eliminerade av Dallas Stars i kvartsfinalen i match sju.
Efter slutspelet 2020 rekryterade Avalanche Devon Toews från New York Islanders i utbyte mot draftval i andra rundan 2021 och 2022. Avalanche vann sedan Presidents' Trophy för deras insatser under grundserien och inledde slutspelet med sex raka vinster. De blev dock än en gång utslagna i kvartsfinal, denna gång av Vegas Golden Knights över sex matcher vilket innebar tredje året i följd med uttåg i andra rundan.

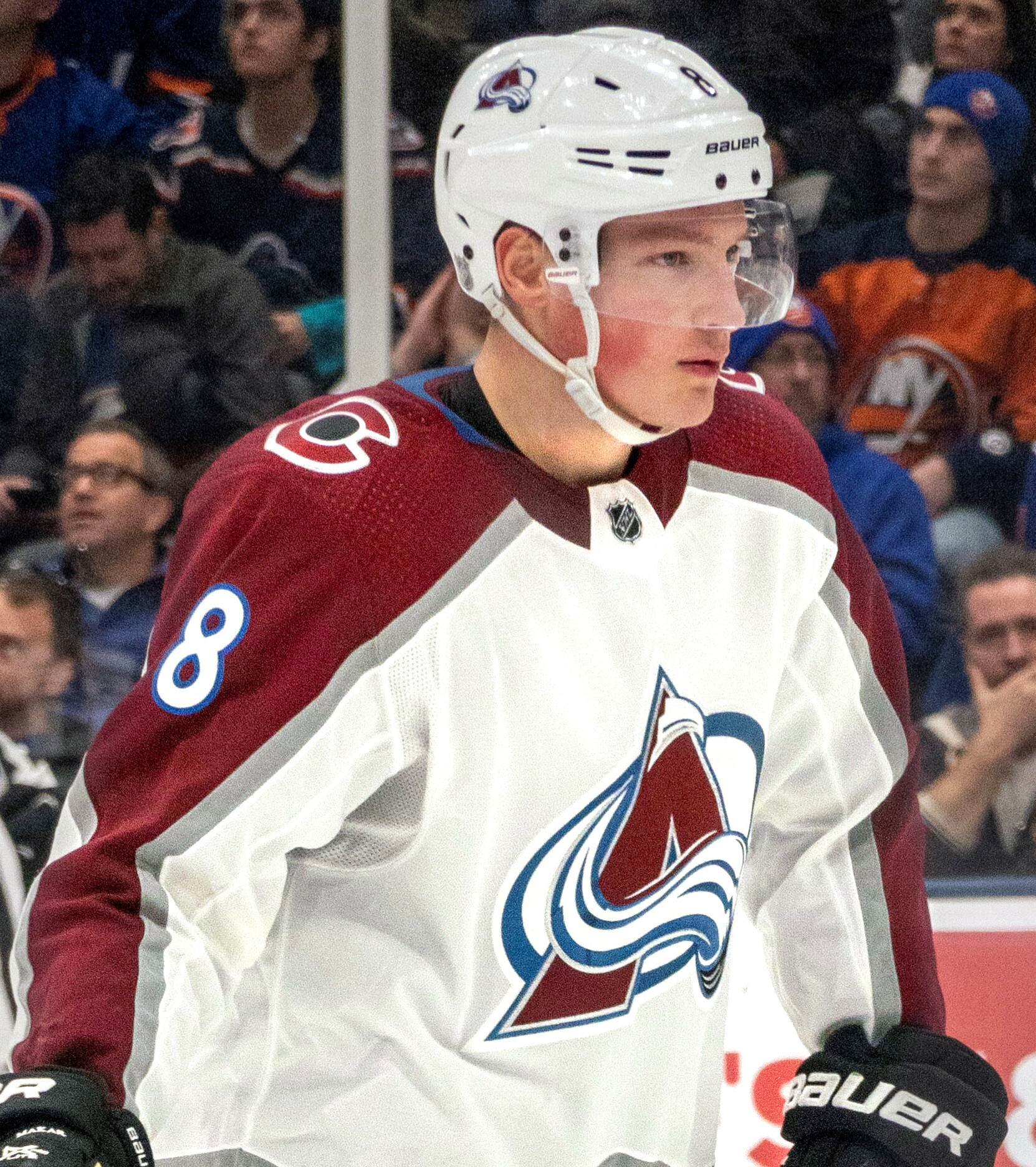
Cale Makar vann Conn Smythe Trophy efter Stanley Cup-vinsten 2022.

#### Stanley Cup 2021–22
Efter säsongen 2020–21 lämnade målvakten Philipp Grubauer för Seattle Kraken och för att söka ny målvakt trejdade Avalanche backen Conor Timmins och ett draftval för Darcy Kuemper. Säsongen 2021-22 slutade Avalanche på 119 poäng och säkrade en slutspelsplats för femte årets i följd. I första rundan besegrades Nashville Predators med 4-0, därefter krävdes sex matcher för avancemang mot St. Louis Blues innan konferensfinalen vilket var den första på 20 år. Avalanche gjorde rent hus med Edmonton Oilers med 4-0 i matcher för att säkra finalplatsen. 26 juni 2022 vann Avalanche sin tredje Stanley Cup i klubbens historia efter att ha besegrat Tampa Bay Lightning med 4-2 i matcher i finalen. Cale Makar vann Conn Smythe och Norris Memorial efter hans grundserie och slutspel.

#### Blandad framgång (2022–)
Nästkommande säsong blev Avalanche divisionsmästare men slogs ut av Seattle Kraken över sju matcher i första rundan i åttondelsfinalen. Säsongen 2023–24 slutade laget trea i Central Division och vann över Winnipeg Jets i åttondelsfinalen men blev senare eliminerade av Dallas Stars över sex matcher.

## Säsonger och statistik
Detta är en lista över Colorados fem senaste säsonger. För hela listan, se Colorado Avalanche-säsonger
Notera: SM = Spelade matcher, V = Vinster, F = Förluster, ÖF = Övertidsförlust, P = Poäng, GM = Gjorda mål, IM = Insläppta mål
| Säsong  | SM | V  | F  | ÖF | P   | GM  | IM  | Placering    | Slutspel                                      |
| 2020–21 | 56 | 39 | 13 | 4  | 82  | 197 | 133 | 1:a, West    | Förlorade kvartsfinalen, 2-4 (Golden Knights) |
| 2021–22 | 82 | 56 | 19 | 7  | 119 | 312 | 234 | 1:a, Central | Stanley Cup champions, 4-2 (Lightning)        |
| 2022–23 | 82 | 51 | 24 | 7  | 109 | 289 | 226 | 1:a, Central | Förlorade åttondelsfinalen, 3–4 (Kraken)      |
| 2023–24 | 82 | 50 | 25 | 7  | 107 | 304 | 254 | 3:a, Central | Förlorade kvartsfinalen, 2–4 (Stars)          |
| 2024–25 | 82 | 49 | 29 | 4  | 102 | 277 | 234 | 3:a Central, | Förlorade kvartsfinalen, 3-4 (Stars)          |

## Truppen

### Nuvarande spelartrupp
Uppdaterat 23 april 2025
| Nr | Nat       | Spelare               | Pos | S/H | Ålder | Värvad | Födelseort                      |
| -- | --------- | --------------------- | --- | --- | ----- | ------ | ------------------------------- |
| 39 | Kanada    | Mackenzie Blackwood   | M   | L   | 28    | 2024   | Thunder Bay, Ontario            |
| 20 | USA       | Ross Colton           | C   | L   | 28    | 2023   | Robbinsville, New Jersey        |
| 10 | USA       | Charlie Coyle         | C   | R   | 33    | 2025   | Weymouth, Massachusetts         |
| 27 | Kanada    | Jonathan Drouin       | LW  | L   | 30    | 2023   | Sainte-Agathe-des-Monts, Quebec |
| 18 | USA       | Jack Drury            | C   | L   | 25    | 2025   | New York, New York              |
| 49 | Kanada    | Sam Girard            | B   | L   | 27    | 2017   | Roberval, Québec                |
| 6  | USA       | Erik Johnson          | B   | R   | 37    | 2025   | Bloomington, Minnesota          |
| 17 | Kanada    | Parker Kelly          | C   | L   | 26    | 2024   | Camrose, Alberta                |
| 94 | Finland   | Joel Kiviranta        | LW  | L   | 29    | 2023   | Vanda, Finland                  |
| 92 | Sverige   | Gabriel Landeskog (C) | LW  | L   | 32    | 2011   | Stockholm, Sverige              |
| 62 | Finland   | Artturi Lehkonen      | LW  | L   | 30    | 2022   | Pikis, Finland                  |
| 55 | USA       | Ryan Lindgren         | B   | L   | 27    | 2025   | Minneapolis, Minnesota          |
| 29 | Kanada    | Nathan MacKinnon (A)  | C   | R   | 29    | 2013   | Springhill, Nova Scotia         |
| 8  | Kanada    | Cale Makar (A)        | B   | R   | 26    | 2017   | Calgary, Alberta                |
| 70 | USA       | Sam Malinski          | B   | R   | 27    | 2023   | Lakeville, Minnesota            |
| 42 | USA       | Josh Manson           | B   | R   | 33    | 2022   | Hinsdale, Illinois              |
| 67 | Kanada    | Keaton Middleton      | B   | L   | 27    | 2021   | Stratford, Ontario              |
| 88 | Tjeckien  | Martin Necas          | C   | R   | 26    | 2025   | Nové Město na Moravě, Tjeckien  |
| 11 | USA       | Brock Nelson          | C   | L   | 33    | 2025   | Warroad, Minnesota              |
| 13 | Ryssland  | Valeri Nichushkin     | RW  | L   | 30    | 2019   | Tjeljabinsk, Ryssland           |
| 25 | Kanada    | Logan O'Connor        | RW  | R   | 29    | 2018   | Missouri City, Texas            |
| 7  | Kanada    | Devon Toews (A)       | B   | L   | 31    | 2020   | Abbotsford, British Columbia    |
| 26 | USA       | Jimmy Vesey           | LW  | L   | 32    | 2025   | Boston, Massachusetts           |
| 41 | Kanada    | Scott Wedgewood       | M   | L   | 33    | 2024   | Brampton, Ontario               |
| 28 | USA       | Miles Wood            | LW  | L   | 29    | 2023   | Buffalo, New York               |

### Lagkaptener
| Namn              | Nat      | Från | Till |
| Joe Sakic         | Kanada   | 1995 | 2009 |
| Adam Foote        | Kanada   | 2009 | 2011 |
| Milan Hejduk      | Tjeckien | 2011 | 2012 |
| Gabriel Landeskog | Sverige  | 2012 | nu   |

### General managers
| Namn             | Nat    | Från | Till |
| Pierre Lacroix   | Kanada | 1995 | 2006 |
| Francois Giguere | Kanada | 2006 | 2009 |
| Greg Sherman     | USA    | 2009 | 2014 |
| Joe Sakic        | Kanada | 2014 | 2022 |
| Chris MacFarland | USA    | 2022 | nu   |

## Svenskar i Avalanche
Notera: Pos = Position; SM = Spelade matcher; M = Mål; A = Assist; P = Poäng; Sv% = Räddningsprocent; GA = Insläppta mål; GAA = Insläppta mål i genomsnitt
| Namn              | Pos | SM  | M    | A   | P    | Period                |
| Peter Forsberg    | C   | 544 | 202  | 503 | 705  | 1995–2004, 2008, 2011 |
| Gabriel Landeskog | VF  | 738 | 248  | 323 | 571  | 2011–nu               |
| Carl Söderberg    | C   | 332 | 57   | 96  | 153  | 2015–2019, 2021       |
| André Burakovsky  | VF  | 191 | 61   | 89  | 150  | 2019–2022             |
| Patrik Nemeth     | B   | 155 | 5    | 22  | 27   | 2017–19, 2021         |
| Dennis Everberg   | VF  | 70  | 3    | 9   | 12   | 2014–2016             |
| Fredrik Olofsson  | C   | 57  | 3    | 6   | 9    | 2023–2024             |
| Joakim Lindström  | C   | 16  | 2    | 3   | 5    | 2011–2012             |
| Anton Lindholm    | B   | 66  | 0    | 5   | 5    | 2016–2020             |
| Daniel Tjärnqvist | B   | 37  | 2    | 2   | 4    | 2008–2009             |
| Oliver Kylington  | B   | 13  | 1    | 3   | 4    | 2024–2025             |
| Andreas Englund   | B   | 36  | 0    | 0   | 3    | 2022–2023             |
| Calle Rosén       | B   | 8   | 0    | 2   | 2    | 2019–2020             |
| Per Ledin         | VF  | 3   | 0    | 0   | 0    | 2008-2009             |
| Oskar Olausson    | VF  | 4   | 0    | 0   | 0    | 2022–2025             |
| Anton Blidh       | VF  | 14  | 0    | 0   | 0    | 2022–2023             |
| Namn              | Pos | SM  | Sv%  | GA  | GAA  | Period                |
| Adam Werner       | MV  | 2   | .914 | 5   | 3,42 | 2019-2021             |
| Tommy Salo        | MV  | 5   | .912 | 12  | 2,37 | 2003-2004             |
| Jonas Johansson   | MV  | 20  | .904 | 43  | 2.72 | 2020-2022, 2023       |

Uppdaterat efter säsongen 2024–25.

## Hedrade spelare

### Pensionerade tröjnummer
Förutom de nedan så beslutade NHL att pensionera Wayne Gretzky nummer #99 för hela ligan vid NHL All Star Game 2000.
| Nummer | Spelare        | Position | Karriär               | Datum            |
| ------ | -------------- | -------- | --------------------- | ---------------- |
| 19     | Joe Sakic      | C        | 1995–2009             | 1 oktober 2009   |
| 21     | Peter Forsberg | C        | 1995–2004, 2008, 2011 | 8 oktober 2011   |
| 23     | Milan Hejduk   | RW       | 1998-2011             | 6 januari 2018   |
| 33     | Patrick Roy    | M        | 1995–2003             | 28 oktober 2003  |
| 52     | Adam Foote     | B        | 1995–2004, 2007–2011  | 2 november 2013  |
| 77     | Ray Bourque    | B        | 2000–2001             | 24 november 2001 |

## Lagkultur

### Rivaliteten med Detroit Red Wings
År 1996 mötte Colorado Avalanche och Detroit Red Wings varandra i Western Conference-finalen som Avalanche vann med 4-2. Under match 6 blev Red Wings-spelaren Kris Draper tacklad bakifrån med ansiktet i sargen av Claude Lemieux. Till följd av detta fick Draper genomgå en ansiktsrekonstruktiv kirurgi och var skadad i fem veckor. Händelsen markerade början på en rivalitet som ofta anses vara en av de mest intensiva i NHL-historien av press och fans.
Under den följande säsongen, i det sista regelbundna säsongsmötet mellan Avalanche och Red Wings den 26 mars 1997, bröt en slagsmål ut som kallades Brawl in Hockeytown. Matchen slutade med nio slagsmål, 11 mål, 39 utvisningar, 148 utvisningsminuter, ett hat-trick (av Valeri Kamensky) och ett målvaktsslagsmål mellan Stanley Cup-mästeren Patrick Roy och Mike Vernon. Claude Lemieux var en av de spelare som utsågs av Red Wings-spelarna. Red Wings gick av isen som segrare efter 6-5 på övertid. Lagen träffades igen i Western Conference-finalen under säsongen med Red Wings som segrade och som senare också fick vinna Stanley Cup.
Rivaliteten mellan Avalanche och Red Wings var mest intensiv från 1996 till 2002. Under de sju årstiderna spelade de två lagen fem eftersäsongsserier mot varandra i Stanley Cup-slutspelet med Avalanche vinnande tre av serien (1995-1996, 4-2, 1998-99, 4-2, 1999-2000, 4-1) och Red Wings vinnande två av dem (1996-97, 4-2; 2001-02, 4-3). Under dessa tidsramar kombinerade dessa två lag i sammanlagt fem Stanley Cup-mästerskap på sju år, Avalanche vann två gånger (1995-96 och 2000-01) och Red Wings vann tre gånger (1996-97, 1997-98 och 2001-02). Efter 2002 började rivaliteten mellan de två lagren svalna och de två lagen skulle inte mötas igen i slutspelet fram till 2008 då Red Wings vann övertygande i Western Conference-semifinalen och fortsatte med att vinna Stanley Cup. Red Wings flyttade till östra konferensen under säsongen 2013-14 som en del av omställningen som gör att de två rivalerna bara möter varandra två gånger om året.

## Klubbrekord och ledare
Detta är en lista över de tio spelare som gjort flest poäng sammanlagt i Quebec och Colorado. Statistiken uppdateras efter varje avslutad grundserie.
- *  – Spelar för närvarande i Avalanche

Notera: POS = Position; SM = Spelade matcher; M = Mål; A = Assist; P = Poäng
| Namn               | Pos | SM   | M   | A    | P    |
| ------------------ | --- | ---- | --- | ---- | ---- |
| Joe Sakic          | C   | 1378 | 625 | 1016 | 1641 |
| Peter Stastny      | C   | 737  | 380 | 668  | 1048 |
| Nathan MacKinnon*  | C   | 870  | 367 | 648  | 1015 |
| Michel Goulet      | VF  | 813  | 456 | 489  | 945  |
| Milan Hejduk       | HF  | 1020 | 375 | 430  | 805  |
| Peter Forsberg     | C   | 591  | 217 | 538  | 755  |
| Mikko Rantanen     | RW  | 619  | 287 | 394  | 681  |
| Anton Stastny      | VF  | 650  | 252 | 384  | 636  |
| Gabriel Landeskog* | VF  | 738  | 248 | 323  | 571  |
| Alex Tanguay       | VF  | 598  | 167 | 321  | 488  |

| Namn               | Pos | M   |
| ------------------ | --- | --- |
| Joe Sakic          | C   | 625 |
| Michel Goulet      | VF  | 456 |
| Peter Stastny      | C   | 380 |
| Milan Hejduk       | HF  | 375 |
| Nathan MacKinnon*  | C   | 367 |
| Mikko Rantanen     | HF  | 287 |
| Anton Stastny      | VF  | 252 |
| Gabriel Landeskog* | VF  | 248 |
| Peter Forsberg     | C   | 217 |
| Matt Duchene       | C   | 178 |

| Namn               | Pos | A    |
| ------------------ | --- | ---- |
| Joe Sakic          | C   | 1016 |
| Peter Stastny      | C   | 668  |
| Nathan MacKinnon*  | C   | 648  |
| Peter Forsberg     | C   | 538  |
| Michel Goulet      | HF  | 489  |
| Milan Hejduk       | HF  | 430  |
| Mikko Rantanen     | HF  | 394  |
| Anton Stastny      | VF  | 384  |
| Gabriel Landeskog* | VF  | 323  |
| Alex Tanguay       | VF  | 321  |

### Intern poängligavinnare sedan 1995-96
| Säsong  | Namn             | SM | M  | A  | P   |
| ------- | ---------------- | -- | -- | -- | --- |
| 1995–96 | Joe Sakic        | 82 | 51 | 69 | 120 |
| 1996–97 | Peter Forsberg   | 65 | 28 | 58 | 86  |
| 1997–98 | Peter Forsberg   | 72 | 25 | 66 | 91  |
| 1998–99 | Peter Forsberg   | 78 | 30 | 67 | 97  |
| 1999–00 | Joe Sakic        | 60 | 28 | 53 | 81  |
| 2000–01 | Joe Sakic        | 82 | 54 | 64 | 118 |
| 2001–02 | Joe Sakic        | 82 | 26 | 53 | 79  |
| 2002–03 | Peter Forsberg   | 75 | 29 | 77 | 106 |
| 2003–04 | Joe Sakic        | 81 | 33 | 54 | 87  |
| 2004–05 | NHL-Lockout      |    |    |    |     |
| 2005–06 | Joe Sakic        | 82 | 32 | 55 | 87  |
| 2006–07 | Joe Sakic        | 82 | 36 | 64 | 100 |
| 2007–08 | Paul Stastny     | 66 | 24 | 47 | 71  |
| 2008–09 | Milan Hejduk     | 82 | 27 | 32 | 59  |
| 2009–10 | Paul Stastny     | 81 | 20 | 59 | 79  |
| 2010–11 | Matt Duchene     | 81 | 27 | 40 | 67  |
| 2011–12 | Ryan O'Reilly    | 81 | 18 | 37 | 55  |
| 2012–13 | P.A. Parenteau   | 48 | 18 | 25 | 43  |
| 2013–14 | Matt Duchene     | 82 | 23 | 47 | 70  |
| 2014–15 | Jarome Iginla    | 82 | 29 | 30 | 59  |
| 2015–16 | Matt Duchene     | 75 | 30 | 29 | 59  |
| 2016–17 | Nathan MacKinnon | 82 | 16 | 37 | 53  |
| 2017–18 | Nathan MacKinnon | 74 | 39 | 58 | 97  |
| 2018–19 | Nathan MacKinnon | 82 | 41 | 58 | 99  |
| 2019–20 | Nathan MacKinnon | 69 | 35 | 58 | 93  |
| 2020–21 | Mikko Rantanen   | 52 | 30 | 36 | 66  |
| 2021–22 | Mikko Rantanen   | 75 | 36 | 56 | 92  |
| 2022–23 | Nathan MacKinnon | 71 | 42 | 69 | 111 |
| 2023–24 | Nathan MacKinnon | 82 | 51 | 89 | 140 |
| 2024-25 | Nathan MacKinnon | 79 | 32 | 84 | 116 |

### Klubbrekord
Notera: Detta inkluderar INTE rekord från Quebec Nordiques (WHA och NHL). Rekord skrivna i fet stil är NHL-rekord.

#### Grundserien
- Flest mål under en säsong: Mikko Rantanen, 55 (2022–23)
- Flest assist på en säsong: Nathan MacKinnon, 89 (2023–24)
- Flest poäng på en säsong: Nathan MacKinnon, 140 (2023–24)
- Flest utvisningsminuter på en säsong: Jeff Odgers, 259 (1998–99)
- Flest matchavgörande mål på en säsong: Joe Sakic, 12 (2000–01)
- Flest poäng på en säsong av en rookie: Paul Stastny, 78 (2006–07)
- Längsta poängsvit av en rookie: Paul Stastny, 20 matcher (2006–07)
- Bäst +/- statistik under en säsong: Milan Hejduk och Peter Forsberg, +52 (2002–03), Devon Toews, +52 (2021–22)
- Flest vinster under en säsong: Semyon Varlamov, 41 (2013–14)
- Flest hålla nollor på en säsong: Patrick Roy, 9 (2001–02)
- Bäst genomsnitt för insläppta mål (GAA) på en säsong: Patrick Roy, 1.94 (2001–02)

#### Slutspel
- Flest mål i ett slutspel: Joe Sakic, 18 (1996)
- Flest assist i ett slutspel: Cale Makar, 21 (2022)
- Flest poäng i ett slutspel: Joe Sakic, 34 (1996)
- Flest utvisningsminuter i ett slutspel: Adam Foote, 62 (1997)
- Flest matchavgörande mål på övertid i ett slutspel: Joe Sakic, 8
- Bäst Plus-minus +/- statistik : Peter Forsberg, 54

#### Lag
- Flest divisionvinster i följd: 9 (1994–95 – 2002–03)
- Flest antal poäng på en säsong: 119 (2021–22)
- Flest antal vinster på en säsong: 56 (2021–22)
- Flest antal gjorda mål: 326 (1995–96)
- Största vinstmarginal: 10 (5 december 1995 mot San Jose (12–2))
- Längsta svit i antal matcher i utsåld arena: 487 (1995–2006)
- Flest poäng utan att gå till slutspel: 95 (2006–07)